# Quimperlé
Quimperlé (Bretons: Kemperle) is een gemeente in het Franse departement Finistère, in de regio Bretagne. De gemeente telde 12.444 inwoners op 1 januari 2022. De plaats maakt deel uit van het arrondissement Quimper.

## Bezienswaardigheden
Quimperlé bestaat uit een boven- en een benedenstad. De bovenstad ligt rond de kerk Saint Michel. In de bovenstad liggen ook het voormalig hôpital Frémeur, dat in gebruik was als ziekenhuis van de 14e eeuw tot 1976, en de kerk Notre-Dame de l'Assomption (13e - 15e eeuw). In de benedenstad liggen de kerk Saint-Colomban en de abdij Sainte-Croix. Van de voormalige abdij zijn de kerk en het klooster bewaard. De abdijkerk heeft een crypte uit de 11e eeuw en een stenen retabel in renaissancestijl uit 1541. In de 19e eeuw stortte de toren van de abdijkerk in en onderging de kerk Sainte-Croix een grondige restauratie. De middeleeuwse brug, Pont Lovignon, heeft zes bogen, waarvan twee authentieke gotische.

### Afbeeldingen

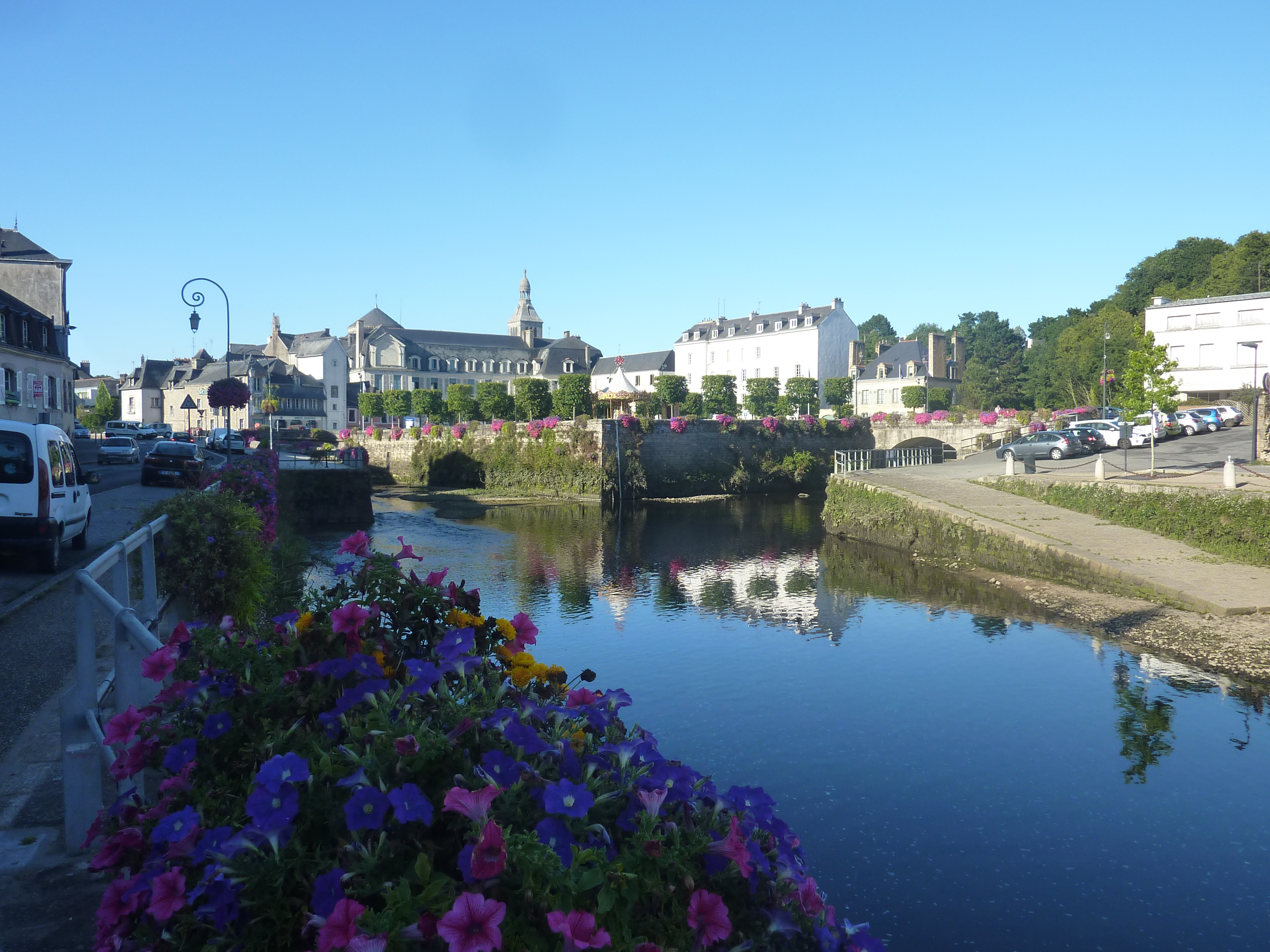
Samenvloeïng van de Isole en de Ellé tot de Laïta
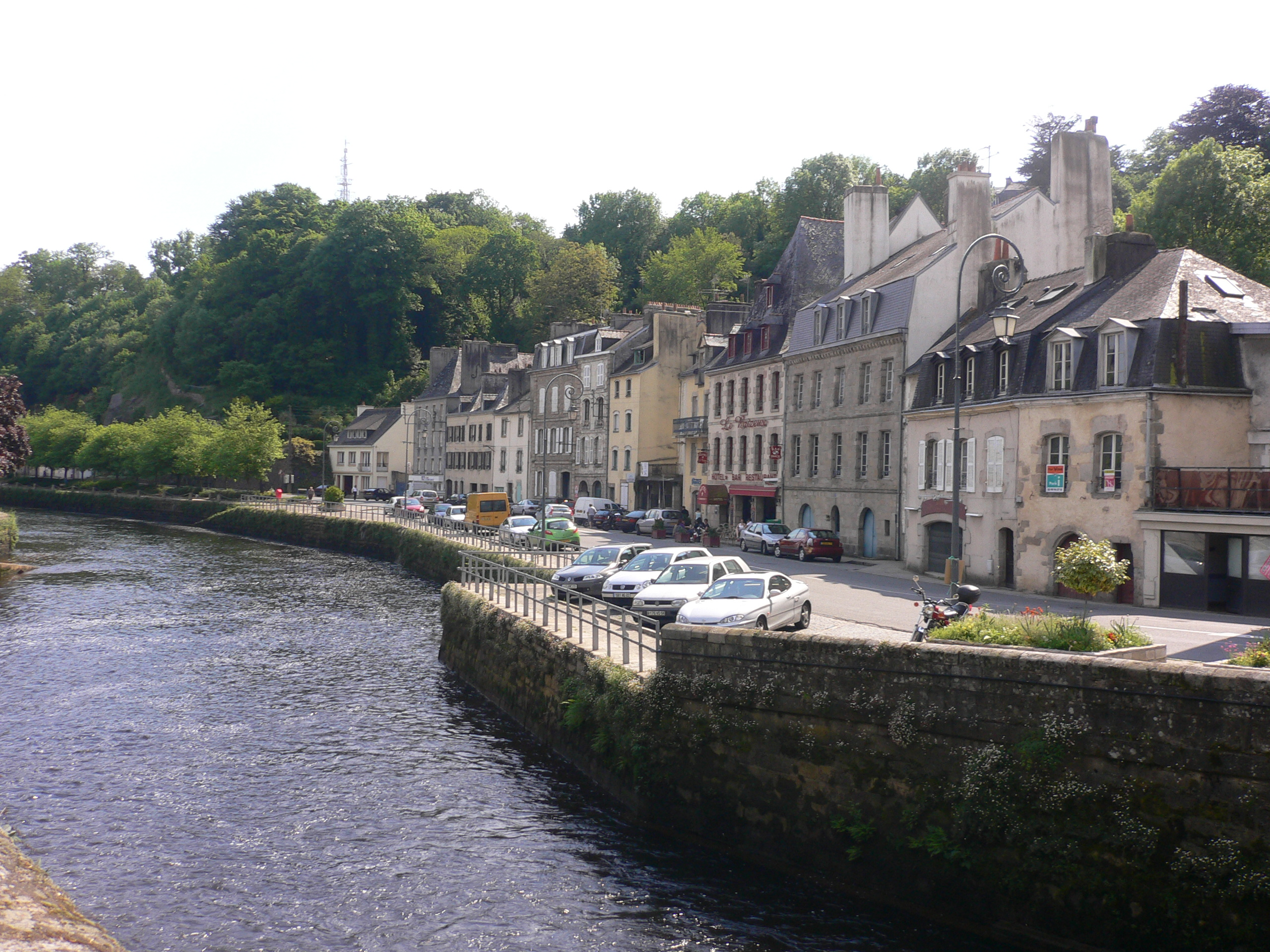
Quai Brizeux
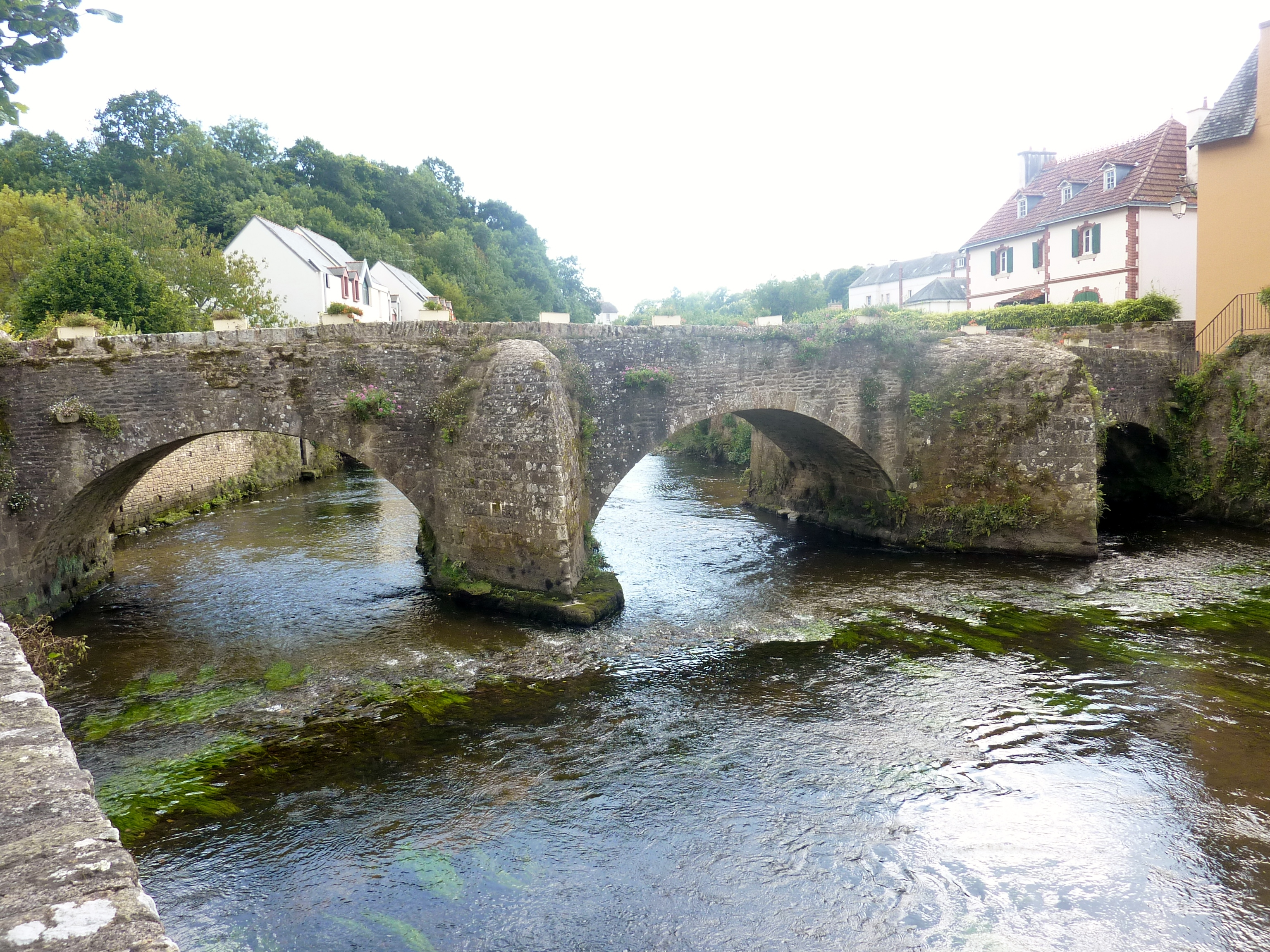
Pont Lovignon
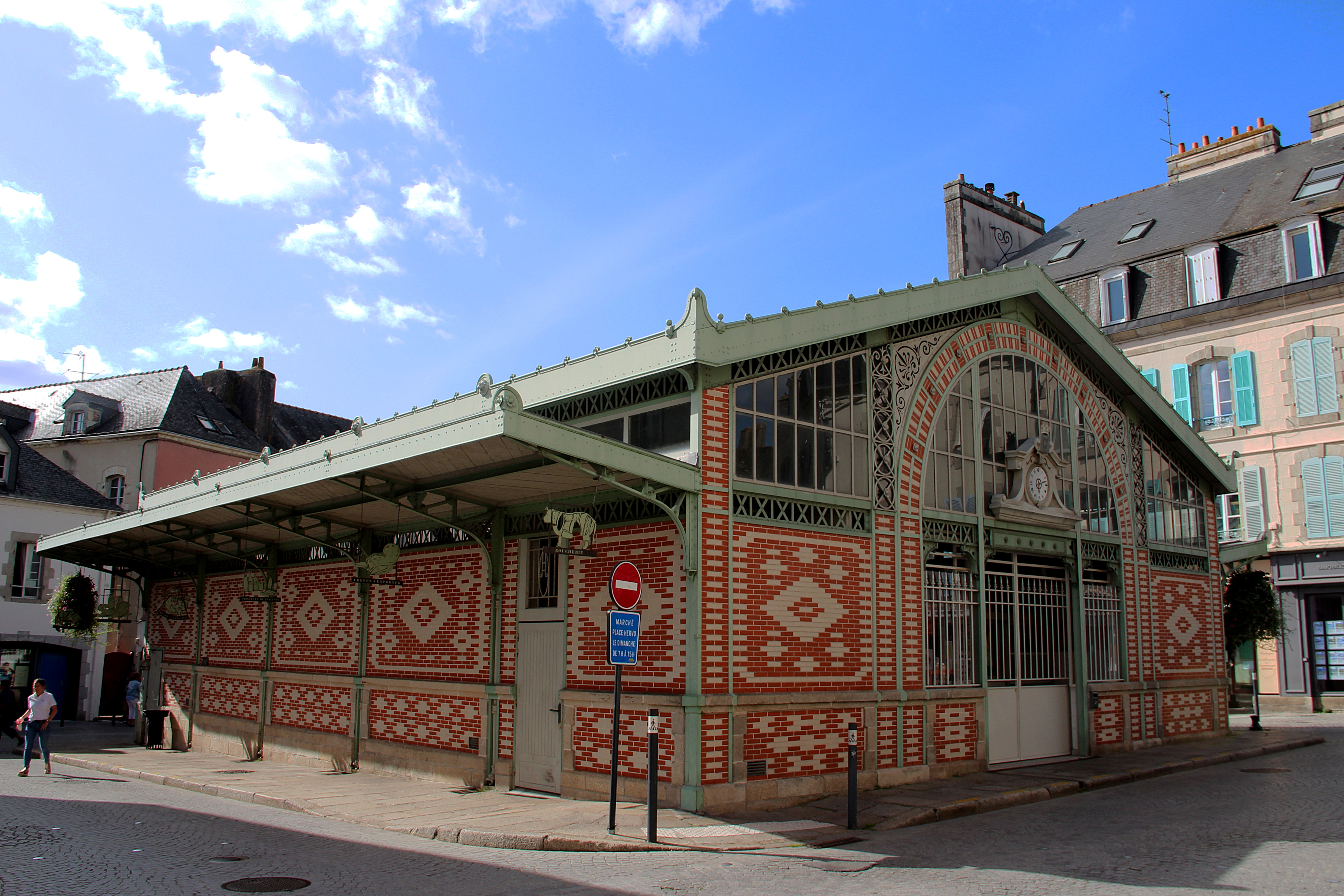
Markthal (1887)
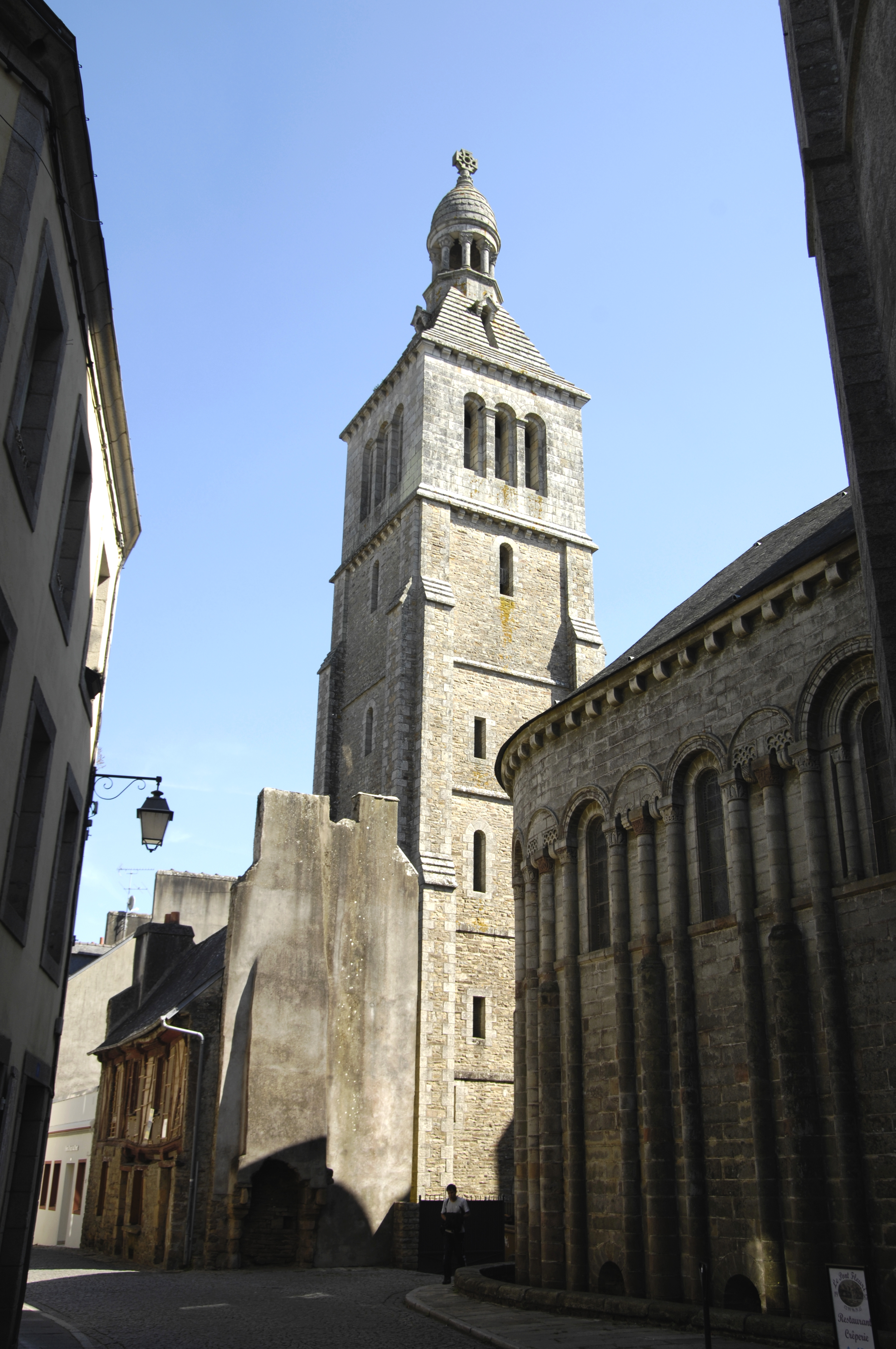
Abdijkerk Sainte-Croix

## Geschiedenis
De benedictijner Abdij van Sainte-Croix werd gesticht in 1029 en was een van de rijkste van Bretagne.
In de middeleeuwen ontwikkelde Quimperlé zich als handelsstad door haar verbinding met de zee over de Laïta. Er waren ook leerlooierijen en watermolens aan de rivieren. In de benedenstad werden rijke burgerhuizen gebouwd. Deze benedenstad werd in het verleden regelmatig getroffen door overstromingen. Bij de grote overstroming van 1746 werden drie bruggen in de stad vernield. In de 17e eeuw kwamen aan de rand van de stad een ursulinen- en een kapucijnenklooster.
Na de grote overstroming in december 2000 werden langs de wandelpaden langs de rivieren in de stad extra barrières aangebracht. Ook in 2014 traden de rivieren nog buiten hun oevers.

## Geografie
De oppervlakte van Quimperlé bedroeg op 1 januari 2022 31,73 vierkante kilometer; de bevolkingsdichtheid was toen 392,2 inwoners per km².
De onderstaande kaart toont de ligging van Quimperlé met de belangrijkste infrastructuur en aangrenzende gemeenten. In de stad vloeien de rivieren Isole en Ellé, die beide ontspringen in de Montagnes Noires, samen in de Laïta, een ría verbonden met de oceaan.

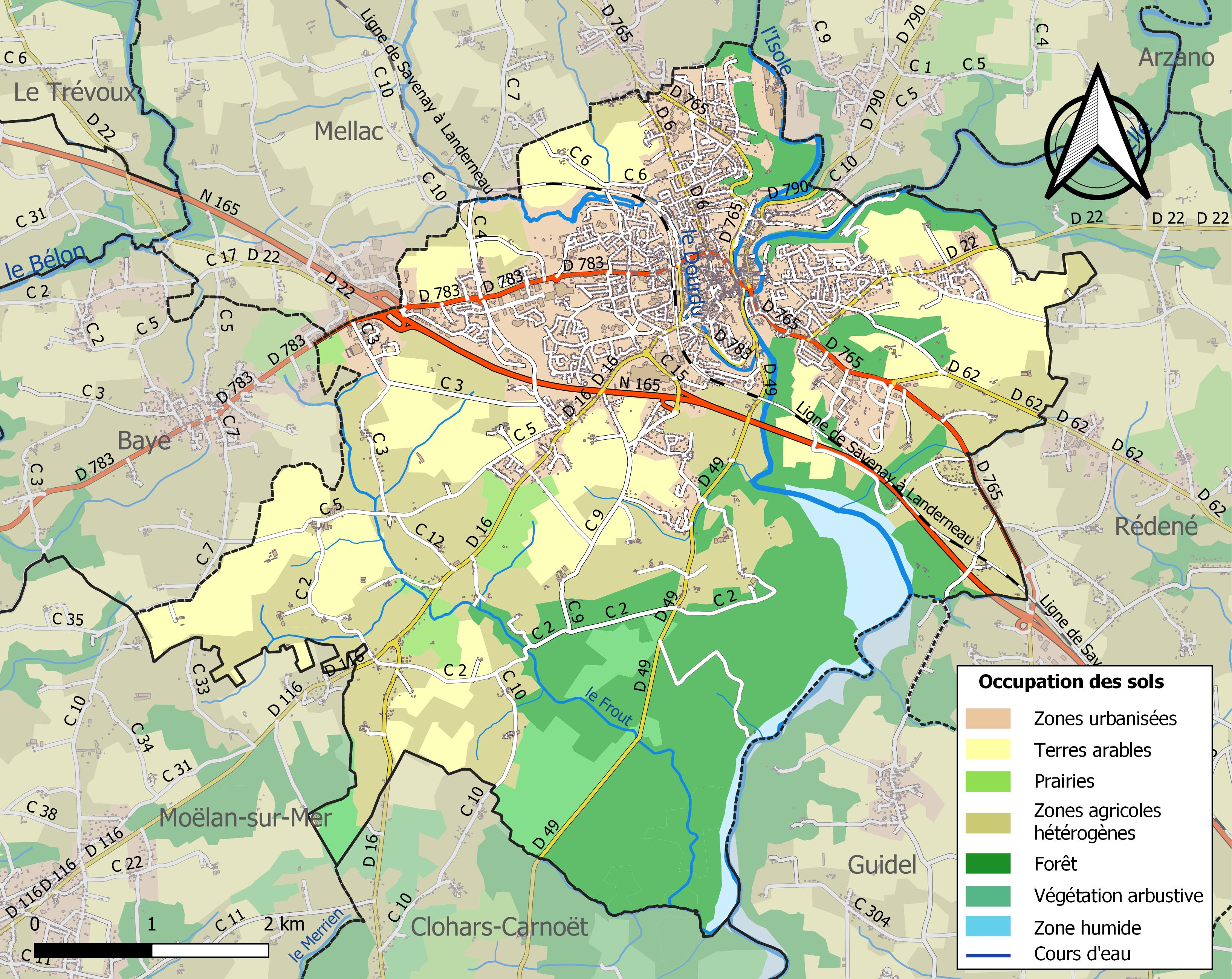

## Demografie
Onderstaande figuur toont het verloop van het inwonertal (bron: INSEE-tellingen).

## Verkeer en vervoer
In de gemeente ligt spoorwegstation Quimperlé.

## Geboren
- Elie-Jean-François Le Guillou (1806 - 1855), entomoloog en natuurwetenschapper
- Théodore Hersart de la Villemarqué (1815-1895), taalkundige
- Alexis Savary (1851-1899), politicus
- Vincent Gragnic (1983), voetballer
- Jean-Marc Bideau (1984), wielrenner
- Florian Dauphin (1999), wielrenner